# Cielęcina

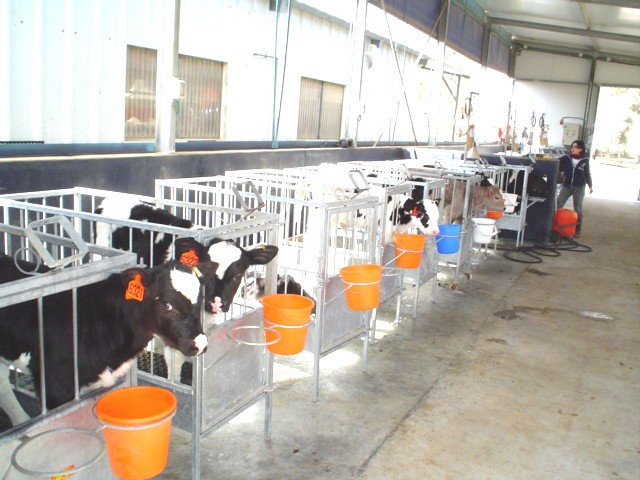
Cielaki

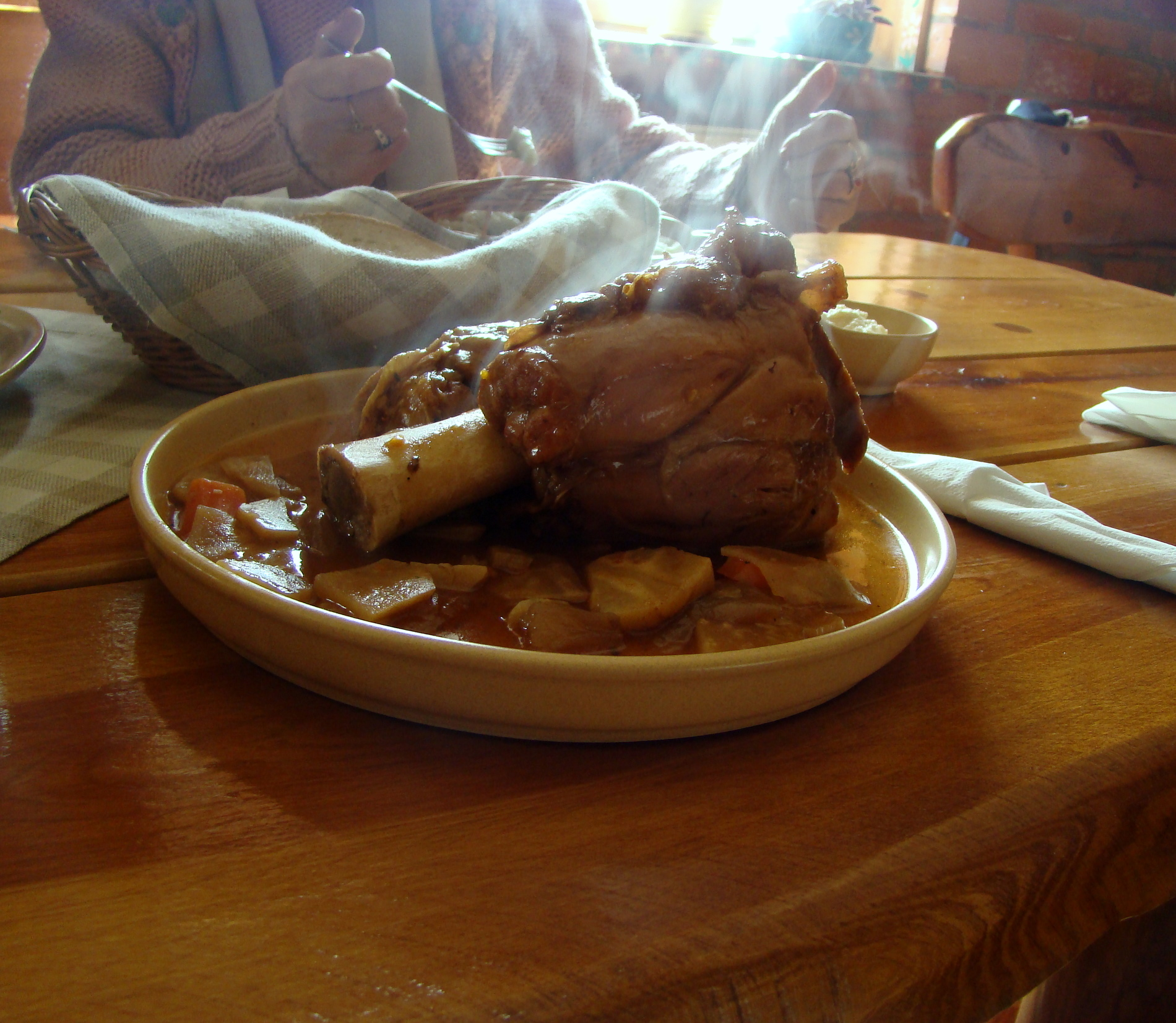
Gicz cielęca – potrawa serwowana w gospodzie

Cielęcina – mięso cieląt w wieku od 2 tygodni do 6 miesięcy. Większość zwierząt zabijanych na cielęcinę to buhajki ras mlecznych, zatem nieprzydatne w produkcji mleka. Najlepszej jakości mięso pochodzi ze zwierząt 4-8 tygodniowych, karmionych głównie mlekiem, jednakże większość cieląt w wielkoprzemysłowych hodowlach karmi się ubogą w żelazo karmą zastępczą (w Niemczech wymagana jest norma żelaza na kilogram karmy zastępczej, poniżej której nie można zejść). Wywołana w ten sposób anemia zapewnia atrakcyjny wizualnie, blady kolor mięsa.
Cielęcina należy do mięs czerwonych. Ma jasnoróżowy lub różowy, połyskujący kolor i charakterystyczny, lekko kwaśny zapach. Delikatne, luźne mięso jest silnie poprzerastane równie delikatną tkanką łączną i prawie nie zawiera tkanki tłuszczowej.
Przyprawy do cielęciny to: bazylia, estragon, cząber, lubczyk, majeranek, pieprz, kolendra, ziele angielskie, liść laurowy, a także cebula i czosnek. Gotowe potrawy mogą być przyprawione zieloną pietruszką lub szczypiorkiem. Cielęcinę przyrządza się na wiele różnych sposobów: smażoną, gotowaną, pieczoną na grillu, nadziewaną. Przyrządza się z niej potrawki, nóżki cielęce się często panieruje. Mielone mięso cielęce jest suche, dobrze więc jest je łączyć z bardziej tłustymi mięsami.

## Wartości odżywcze
| Kalorie           | 107      |
| Białko            | 19,9 g   |
| Tłuszcz           | 2,8 g    |
| Węglowodany       | 0 g      |
| Błonnik pokarmowy | 0 g      |
| Sód               | 87 mg    |
| Potas             | 395 mg   |
| Wapń              | 11 mg    |
| Fosfor            | 199 mg   |
| Żelazo            | 2,9 mg   |
| Magnez            | 15 mg    |
| Witamina E        | 0,34 mg  |
| Tiamina           | 0,140 mg |
| Ryboflawina       | 0,400 mg |
| Niacyna           | 6,10 mg  |
| Witamina C        | 0,0 mg   |

| Kalorie           | 109      |
| Białko            | 19,9 g   |
| Tłuszcz           | 3,1 g    |
| Węglowodany       | 0 g      |
| Błonnik pokarmowy | 0 g      |
| Sód               | 128 mg   |
| Potas             | 246 mg   |
| Wapń              | 10 mg    |
| Fosfor            | 160 mg   |
| Żelazo            | 2,4 mg   |
| Magnez            | 16 mg    |
| Witamina E        | 0,33 mg  |
| Tiamina           | 0,180 mg |
| Ryboflawina       | 0,280 mg |
| Niacyna           | 6,50 mg  |
| Witamina C        | 0,0 mg   |